# Chapelle Sainte-Anne de Bourgnouvel
La chapelle Sainte-Anne de Bourgnouvel ou chapelle Sainte-Anne de la Herperie se situe à Belgeard. Elle est édifiée dans une région où une tradition, fidèlement conservée, attribue à sainte Anne, la protection de la commune contre les ravages de la grêle. La Herperie est le premier lieu choisi pour fonder une abbaye, qui sera transférée ailleurs, et deviendra par la suite l'Abbaye de Fontaine-Daniel.

## Histoire

### Origine
Le sanctuaire est très ancien. La tradition rapporte qu'une reine de France avait fait construire la chapelle Sainte-Anne, pour servir d'oratoire à un ermite. On prétend qu'après l'ermite le petit sanctuaire fut desservi par des chapelains. 

### Féodalité
La métairie de la Herperie, la Chapelle Sainte-Anne et la lande du Plessis ou de Sainte-Anne, adjacentes à cette métairie, de même que la ferme de la Lorerie, qui en est voisine, relevaient du domaine royal engagé de Bourgnouvel, qui a eu pour possesseurs engagistes, savoir :
- Madeleine de Montecler, dame d'Aron, de Bourgon, et du Bourgnouvel (par engagement), épouse de Urbain de Laval Boisdauphin, seigneur de Boisdauphin, marquis de Sablé, maréchal de France (aveu de 1624) ;
- Nicolas de Neufville de Villeroy, duc de Villeroy, pair de France, maréchal des camps et armées de sa Majesté, colonel du régiment Lyonnais, lieutenant pour le roi de la ville de Lyon, pays Lyonnais, forêt de Beaujolais, seigneur des terres de Bourgon, Aron, Bois-au-parc et autres lieux, et de Bourgnouvel (par engagement)[2].

### Revenus
Le revenu de la chapelle était touché, au cours du XVIIIe siècle et XIXe siècle, par les prieurs-curés de Belgeard, comme si elle eût été paroissiale. 
Ils en rendaient aveu, avec les autres biens de la cure qui dépendaient de la seigneurie de Bourgnouvel.
Outre les aumônes que recevait le tronc de Sainte-Anne, la chapelle avait pour revenu un trait de dîmes en orge, avoine et froment, qui s'étendait sur un tiers environ de la paroisse de Belgeard.

### Grange
La grange dîmeresse, qui avait été édifiée près de la chapelle Sainte-Anne, était ruinée dès le XVIIe siècle ; elle fut détruite, ainsi que l'ermitage, au XVIIIe siècle.
Les pailles de la dimerie de Sainte-Anne  ne restèrent pas à Etienne Brocier et Pierre Trippier, marchands. Les Lenormant de la Cousinière, seigneurs propriétaires de la Lorerie et de la Herperie, s'en rendirent acquéreurs ; mais le mari de l'une de leurs descendantes se ruina et dut vendre ses biens en 1726. Jacquine-Marie-Renée d'Andigné, épouse d'Ambroise Philippe d'Andigné, chevalier, seigneur des Ecottais et de Montjougé vendit la Herperie et la Lorerie à François Lambleux, procureur aux sièges de l'Election et du Grenier à sel de Mayenne. 

### Les messes
En 1740, le prieur-curé de Belgeard, Michel Rivière, avec l'agrément de la majorité de ses paroissiens et l'appui du seigneur de Bourgon et de Bourgnouvel, obtint de l'évêché du Mans que la plupart des messes fondées à Sainte-Anne fussent célébrées dans la chapelle Saint-Julien de Bourgnouvel. Le changement avait son utilité, car cette chapelle était plus au centre de la paroisse : elle avait dû être fermée et interdite par l'autorité épiscopale, parce que l'on manquait de fonds pour son entretien. L'évêque en ordonna la réouverture et elle fut de nouveau bénie le 27 septembre 1740.
La fête Sainte-Anne continua d'être célébrée à la chapelle de ce nom. On y disait la messe de temps à autre avant la Révolution française.
À l'époque du transfert à la chapelle Saint-Julien des messes de Sainte-Anne, le propriétaire de la Lorerie et de la Herperie, François Lambleux, protesta contre cette innovation, commença même un procès pour l'empêcher, mais n'eut aucun succès : l'intérêt public était opposé à ses prétentions. 
Au XXe siècle, l'ancienne chapelle Saint-Julien de Bourgnouvel est devenue église paroissiale, à la place de l'église de Belgeard.